# Собака Баскервилей (фильм, 1959)
«Собака Баскервилей» (англ. The Hound of Baskervilles, 1959) — фильм ужасов. Экранизация одноимённого  повести Артура Конан Дойля.

## Сюжет
Англия, конец XIX века. Над родом Баскервилей висит старинное проклятие, после того как сэр Хьюго Баскервиль зарезал ножом девушку, которая не захотела быть с ним. С тех пор и появляется на болотах призрак огромной ужасной собаки. После того, как сэра Чарлза Баскервиля нашли мёртвым, а сэр Генри Баскервиль остался единственным представителем рода. Он опасался за свою жизнь, и тогда в поместье приехал гениальный сыщик Шерлок Холмс. Он узнал, что на болотах обитает преступник, бежавший от правосудия, и некто по имени Стэплтон…

## В ролях
- Питер Кушинг — Шерлок Холмс
- Андре Морелл — доктор Ватсон
- Марла Ланди — Сесиль
- Кристофер Ли — сэр Генри Баскервиль
- Дэвид Оксли — сэр Хьюго Баскервиль
- Майлс Маллесон — епископ
- Фрэнсис де Вольф — доктор Мортимер
- Эван Солон — Стэплтон
- Джон ле Месурье — Бэрримор